# I've Got You Under My Skin
"I've Got You Under My Skin" là một bài hát được viết bởi Cole Porter. Được viết năm 1936, bài hát được giới thiệu trong musical Eleanor Powell MGM Born to Dance, trong đó nó được trình diễn bởi Virginia Bruce. Nó được đề cử giải Oscar cho Best Song năm đó. Nó đã trở thành một bài hát chữ ký của Frank Sinatra, và năm 1966, đã trở thành hit hàng đầu của Four Seasons. Bài hát ngoài ra được trình diễn bởi nhiều nghệ sĩ pop và nhạc jazz hàng đầu trong nhiều năm.

## Phiên bản của Frank Sinatra
Frank Sinatra lần đầu tiên hát bài hát trên chương trình phát thanh hàng tuần của mình vào năm 1946, là phần thứ hai của một pha trộn với "Easy to Love". Ông ta chắc chắn đã đóng dấu lên giai điệu này 10 năm sau đó trong một phiên bản swinging big-band, được thu xếp nhạc bởi Nelson Riddle. Riddle là một fan hâm mộ Maurice Ravel, và đã nói: " phiên bản nhạc này xuất phát từ cảm nhận bài Boléro.